# Lamphua
Lamphua (łac. Diocesis Lamphuensis) – stolica historycznej diecezji we Cesarstwie rzymskim w prowincji Numidia zlikwidowana w VII w. podczas ekspansji islamskiej, współcześnie w północnej Algierii. Obecnie katolickie biskupstwo tytularne.

## Biskupi tytularni
| Lp. | Biskup                     | Funkcja                                           | Od              | Do                |
| --- | -------------------------- | ------------------------------------------------- | --------------- | ----------------- |
| 1   | Luigi Cicuttini            | emerytowany biskup Città di Castello (Włochy)     | 7 września 1966 | 5 stycznia 1971   |
| 2   | Philip Francis Smith       | wikariusz apostolski Jolo (Filipiny)              | 26 czerwca 1972 | 11 kwietnia 1979  |
| 3   | Sofio Guinto Balce         | biskup pomocniczy Caceres (Filipiny)              | 9 maja 1980     | 21 maja 1988      |
| 4   | Georgi Jowczew             | administrator apostolski Sofii-Płowdiw (Bułgaria) | 6 lipca 1988    | 13 listopada 1995 |
| 5   | Jacson Damasceno Rodrigues | biskup pomocniczy Manaus (Brazylia)               | 18 grudnia 1996 | 16 marca 1998     |
| 6   | Philip Huang Chao-ming     | biskup pomocniczy Kaohsiung (Tajwan)              | 27 czerwca 1998 | 19 listopada 2001 |
| 7   | Francisco González Valer   | biskup pomocniczy Waszyngtonu (USA)               | 28 grudnia 2001 | 4 marca 2024      |
| 8   | Lawrence Sullivan          | biskup pomocniczy Chicago (USA)                   | 20 grudnia 2024 |                   |